# Encarsia costaricensis
Encarsia costaricensis är en stekelart som beskrevs av Evans och Angulo 1996. Encarsia costaricensis ingår i släktet Encarsia och familjen växtlussteklar.
Artens utbredningsområde är Costa Rica. Inga underarter finns listade i Catalogue of Life.